# Интымак (Жамбылская область)
Интымак (каз. Ынтымақ) — село в Жуалынском районе Жамбылской области Казахстана. Входит в состав Шакпакского сельского округа. Код КАТО — 314255500.

## Население
В 1999 году население села составляло 404 человека (211 мужчин и 193 женщины). По данным переписи 2009 года, в селе проживало 438 человек (225 мужчин и 213 женщин).